# Xylocopa caviventris
Xylocopa caviventris är en biart som beskrevs av Maidl 1912. Xylocopa caviventris ingår i släktet snickarbin, och familjen långtungebin. Inga underarter finns listade i Catalogue of Life.